# مو هيدر
مو هيدر (بالإنجليزية: Mo Hayder)‏ (و. 1962  م) هي كاتِبة، وروائية بريطانية، ولدت في إسكس.

## التعليم
تعلمت في جامعة باث سبا، والجامعة الأميركية.

## جوائز
حصلت على جوائز منها:
- جائزة إدغار.

## روابط خارجية
- مو هيدر على موقع IMDb (الإنجليزية)
- مو هيدر على موقع ميوزك برينز (الإنجليزية)
- مو هيدر على موقع ديسكوغز (الإنجليزية)
- مو هيدر على موقع قاعدة بيانات الفيلم (الإنجليزية)